# Maodo Lô
Maodo Lô (Berlín, 31 de diciembre de 1992) es un jugador de baloncesto alemán, de ascendencia senegalesa, que pertenece a la plantilla del Paris Basketball de la LNB Pro A. Mide 1,91 metros y ocupa la posición de base.

## Trayectoria deportiva

### Universidad
Lô, hijo de padre senegalés y madre alemana, la artista Elvira Bach, comenzó tarde a jugar al baloncesto y llegó al DBV Charlottenburg, el afiliado del múltiple campeón alemán ALBA Berlín. A diferencia de otros clubes, ALBA y DBV tienen sus estructuras separadas, por lo que DBV y ALBA fueron rivales en categoría juvenil y en ligas menores. En la liga de baloncesto de secundaria (NBBL), DBV se unió junto a otros clubes de Berlín para formar el Central Hoops para su equipo junior. Lô jugó ahí en el final de la temporada 2008-09. 
Mientras que su compañero de equipo Malte Ziegenhagen se fue al campeón de la NBBL, el ALBA, Lô se quedó con Central Hoops y fue junto con Martín Bogdanov en los siguientes dos años, los protagonistas del equipo junior, pero fue eliminado en los dos años en primera ronda de play-off. Lô se perdió como jugador de los Central Hoops, la nominación de los equipos representativos de la DBB para un torneo internacional. Incluso habiendo conseguido con Central Hoops un quinto puesto en liga, Lô no iba a volver ya a la primera regional en 2011.
Lô terminó en 2011 el International Baccalaureate y luego se fue a los Estados Unidos, primero a la Wilbraham & Monson Academy (WMA) en Wilbraham (Massachusetts), una "escuela preparatoria" para estudiar en una universidad. En la WMA Lô no solo creó las óptimas condiciones para el estudio, sino que fue recomendado por el equipo de la escuela los Titans de que le dieran una beca para ir a la Universidad de Columbia en Manhattan. 
A partir de 2012, Lô ha jugado para el equipo de los Lions en la Ivy League de la NCAA y como estudiante de primer año fue titular en los Lions. En su segunda temporada como estudiante de segundo año, Lô consiguió el player of the week en la Liga Ivy, y una aparición entre los diez mejores jugadores de la Conferencia de la temporada en el All-Ivy League Second Team. 
Dentro de la NCAA, sin embargo, la Ivy League es una de las conferencias de baloncesto más débiles por lo que los Lions comandados con Lô, no se pudieron clasificar para el prestigioso torneo final de la NCAA. En cambio, en 2014, 36 años después de su última participación en los play-offs nacionales, estuvieron en el College Insider Tournament (CIT), después de conseguir dos victorias contra los rivales de la Ivy League, la Universidad Yale. Después cayeron eliminados. 

### Profesional

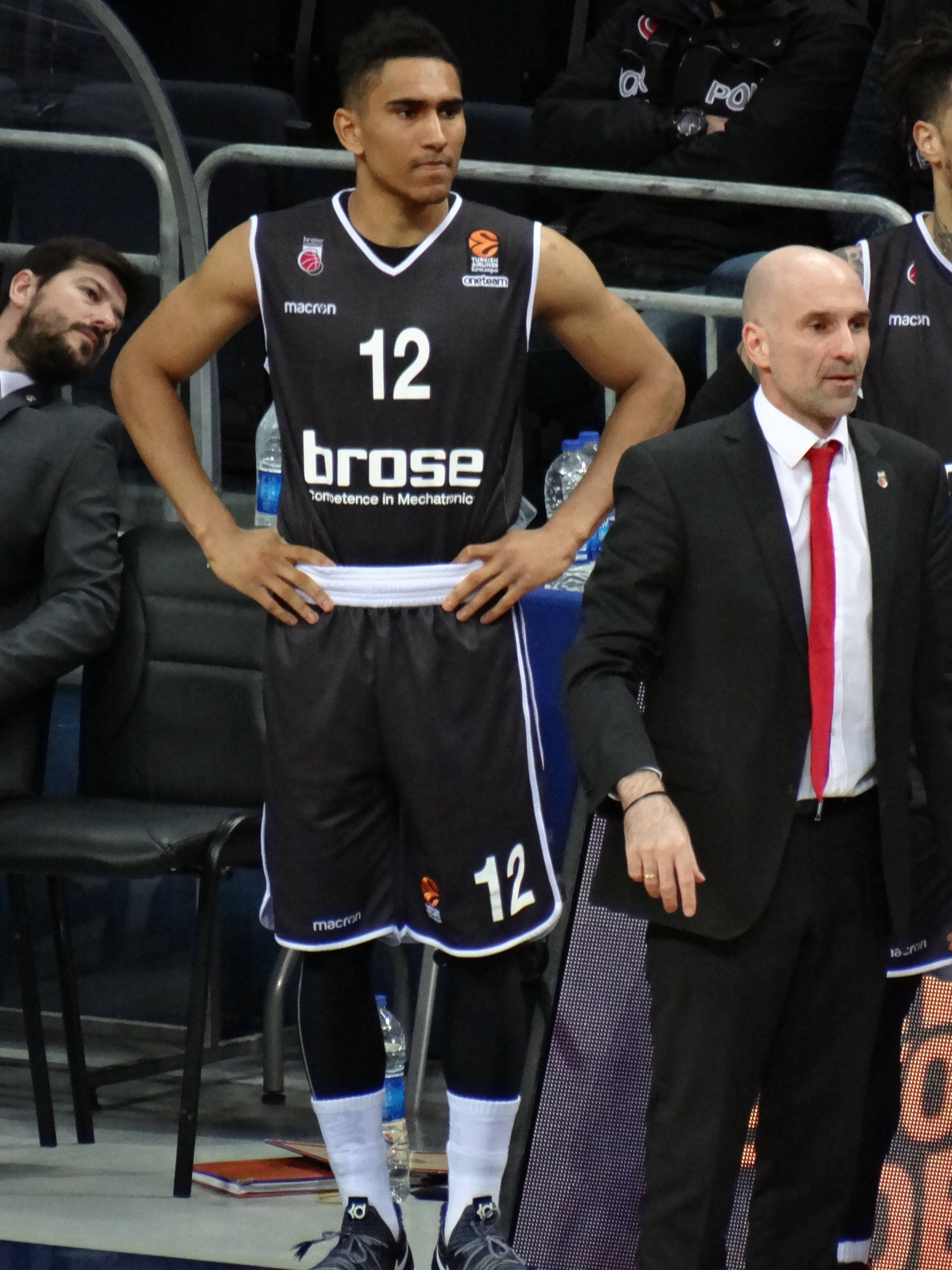
Maodo Lô con el Brose Bamberg en la EuroLeague de 2018.

Tras no ser elegido en el Draft de la NBA de 2016, regresó a su país para fichar por el Brose Bamberg.
El 13 de julio de 2018 ficha por dos años con el Bayern de Múnich.
El 22 de julio de 2020, firma por el Alba Berlin de la Basketball Bundesliga. Promedió 9,5 puntos por encuentro y firmó una extensión de contrato por dos años el 4 de agosto de 2021. Ganó dos Basketball Bundesliga consecutivas y esa temporada ganó además la Copa, donde fue nombrado MVP del torneo.
Tras tres temporadas en Berlín, el 15 de julio de 2023, firma por dos temporada con el Olimpia Milano italiano.
El 16 de agosto de 2024 fichó por el Paris Basketball de la LNB Pro A francesa.

## Selección nacional
Participó con su selección en el Eurobasket 2015, el Eurobasket 2017 y la Copa Mundial de Baloncesto de 2019.
En verano de 2021, fue parte de la selección absoluta alemana que participó en los Juegos Olímpicos de Tokio 2020, que quedó en octavo lugar.
En septiembre de 2022 disputó con el combinado absoluto alemán el EuroBasket 2022, donde ganaron el bronce, al vencer en la final de consolación a Polonia.
Durante agosto y septiembre de 2023 fue integrante de la selección de Alemania que participó en el Mundial de 2023 celebrado en Asia, y que ganó el oro, tras ganar la final ante Serbia.
Entre julio y agosto de 2024 fue parte de la selección absoluta de Alemania, que disputó los Juegos Olímpicos de París, finalizando en cuarta posición, tras perder la final de consolación ante Serbia.